# Silvia Ramos Hernández
Silvia Ramos Hernández (San Cristóbal de las Casas, Chiapas) es una bióloga, vulcanóloga y sismologa, fundadora y directora del Instituto de Investigación de Riesgos y Cambio Climático de la Universidad de Ciencias y Artes de Chiapas. Fue condecorada con la Medalla “Rosario Castellanos”, máxima distinción que otorga el Congreso del Estado de Chiapas, por su aportación a la ciencia y cuidado al medio ambiente en el estado por más de 30 años.

## Trayectoria
Realizó sus estudios de licenciatura en Biología en la Universidad Autónoma de México (UNAM). Maestría y Doctorado en Ciencias, realizados en la División de Estudios de Posgrado de la Facultad de Ciencias, UNAM. Su línea de investigación en la academia comprende los temas de Gestión de Riesgos y Cambio Climático en el Centro de Investigación en Gestión de Riesgos y Cambio Climático, Ciencias de la Tierra, edafología, vigilancia y monitoreo volcánico, riesgos y desastres, geoquímica de fuentes termales, sismología volcánica; suelos volcánicos, suelos tropicales, manejo y conservación de suelos; capacitación e intervención comunitaria, medio ambiente, desarrollo sustentable y educación ambiental. Donde ha publicado artículos en su especialidad, a nivel estatal, nacional e internacional.
Forma parte de redes nacionales e internacionales en los temas de riesgos, cambio climático, manejo y conservación de suelos, educación ambiental. Ha participado en diferentes espacios académicos, como congresos, foros, donde ha dictado conferencias, talleres y cursos, en 2019 dio conferencia magistral sobre Cambio climático y Gestión de Riesgos dentro del Octavo Encuentro Regional de Jóvenes Frente al Cambio Climático, en la ciudad de Berriozábal, Chiapas.
En 2022 es investigadora y directora del Centro de Investigación en Gestión de Riesgos y Cambio Climático y Coordinadora de la Licenciatura en Ciencias de la Tierra de la Unicach. Desde 2021 trabaja en la actualización del programa estatal de acción ante el cambio climático, donde hace un llamado y propone legislar ante los efectos de la crisis climática.

## Reconocimiento
El 10 de agosto de 2021 en sesión solemne del honorable congreso del estado del estado de Chiapas se le entregó la medalla Rosario Castellanos.